# رامونا ترزیا هافمایستر
رامونا ترزیا هافمایستر (انگلیسی: Ramona Theresia Hofmeister؛ زادهٔ ۲۸ مارس ۱۹۹۶) ورزشکار اسنوبردسواری اهل آلمان است.
وی در مسابقات کشوری و بین‌المللی در مجموع برندهٔ ۱ مدال نقره، ۱ مدال برنز شده‌است.